# Дан устанка народа Словеније
Дан устанка народа Словеније (словен. Dan vstaje naroda Slovenije) је био државни празник у Социјалистичкој Републици Словенији, који се прослављао 22. јула. 
Дан устанка обележава годишњицу оружане акције Рашичке партизанске чете код Тацена, у близини Љубљане, 22. јула 1941. године. 
После распада СФРЈ, 1991. године, овај празник је укинут, а уместо њега у Словенији се 27. априла прославља Дан отпора окупатору, у знак сећања на 27. април 1941. године када је у Љубљани основан Ослободилачки фронт Словеније (словен. Osvobodilna fronta).